# Апелерн
Апелерн (нім. Apelern) — громада в Німеччині, розташована в землі Нижня Саксонія. Входить до складу району Шаумбург. Складова частина об'єднання громад Роденберг.
Площа — 24,6 км2. Населення становить 2422 ос. (станом на 31 грудня 2021).

## Галерея

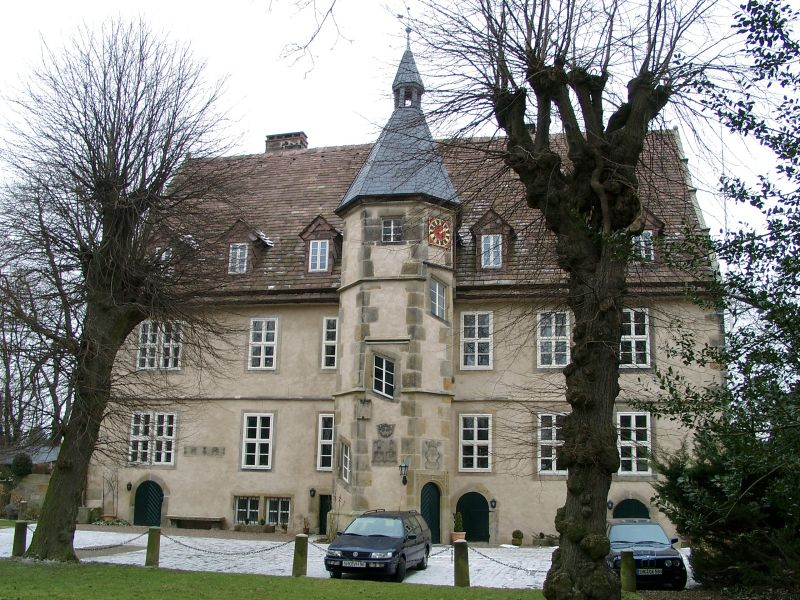